# David Bryson
David Bryson (5 de noviembre de 1961) es un guitarrista estadounidense, y uno de los fundadores de la banda de rock alternativo Counting Crows.

## Carrera
Fue alumno del reconocido guitarrista Joe Satriani. Antes de formar Counting Crows con Adam Duritz, fue el productor de la banda The Himalayans de San Francisco. En dicha ciudad formó la agrupación Counting Crows, en 1991.

## Discografía

### Counting Crows
- August and Everything After (1993)
- Recovering the Satellites (1996)
- This Desert Life (1999)
- Hard Candy (2002)
- Saturday Nights & Sunday Mornings (2008)
- Underwater Sunshine (2012)
- Somewhere Under Wonderland (2014)

## Premios y distinciones
Premios Óscar
| Año  | Categoría              | Canción                | Película | Resultado |
| ---- | ---------------------- | ---------------------- | -------- | --------- |
| 2005 | Mejor canción original | «Accidentally in Love» | Shrek 2  | Nominado  |